# Mirella Paz
Mirella Jesús Paz Baylón (San Martín de Porres, Lima, 30 de diciembre de 1996) es una cantante, modelo y expresentadora de television peruana. Ganó notoriedad por su participación en el certamen de belleza Miss Perú 2016, y por haber sido integrante de las agrupaciones musicales de salsa Son Tentación y Los Barraza.

## Biografía

### Primeros años y carrera televisiva
Nació el 30 de diciembre de 1996, en el Distrito de San Martín de Porres en Lima, Perú, Mirella es la primera hija de Germán Paz y Mercedes Baylón, Desde temprana edad mostró inclinación por el canto y la actuación. Quienes la llevaron a participar en concursos escolares y presentaciones locales.
En el año 2016, Mirella Paz se convirtió en una de las candidatas oficiales del certamen de belleza Miss Perú 2016, representando a la ciudad de Chimbote. Su participación llamó inmediatamente la atención de los programas de la televisión peruana por ser la primera mujer de talla grande. Aunque no logró obtener el título principal de Miss Perú, fue reconocida con el premio especial Reina Rosa 2016.
En 2018, incursionó como presentadora, al integrarse al elenco del magacín Mujeres al mando, emitido por Latina Televisión, tras la salida de la actriz Magdyel Ugaz. Más adelante, anunció públicamente su retiro del espacio. Ese mismo año, también participó en el programa de telerrealidad de talentos El artista del año.

### Carrera musical
En el año 2017, Paz se integró como vocalista de la agrupación musical de salsa y timba Los Barraza, dirigida por el cantante, exactor y personalidad de televisión Carlos «Tomate» Barraza. Durante su permanencia en el grupo, grabó el tema «A ella»y la versión de «Ese hombre» de Pimpinela y Dyango, en colaboración con la banda musical Los 4 de Cuba. Tras un año de actividad con Los Barraza, anunció su retiro en 2018, para incorporarse como nueva integrante de la orquesta femenina Son Tentación, liderada por Paula Arias, durante el periodo 2024-2025.